# Crise no Irã de 1946
A Crise do Irã (português brasileiro) ou Irão (português europeu) de 1946, também conhecida como a Crise Irã-Azerbaijão, ocorrida após o fim da Segunda Guerra Mundial, resultou da recusa da União Soviética em abandonar o território iraniano ocupado apesar das garantias reiteradas.
Em 1941, o Irã havia sido conjuntamente invadido e ocupado pelas potências aliadas do Exército Vermelho Soviético no norte e pelos britânicos no centro e sul; e, o Xá Reza Pahlevi é removido do poder acusado de demasiada simpatia com o Eixo. O Irã foi utilizado como rota de transporte para fornecer suprimentos vitais para a Frente Oriental durante a Guerra.
A partir de agosto de 1941, os Estados Unidos eram uma nação neutra, ainda não haviam entrado como beligerantes na Segunda Guerra Mundial. Portanto, o bloco conhecido como "Aliados" eram principalmente (com a Polônia e a França ocupada pela Alemanha nazista em 1939 e 1940, respectivamente), o Reino Unido e a União Soviética, recentemente formando a aliança depois da invasão alemã dos territórios orientais da União Soviética em junho de 1941. Na sequência da ocupação do Irã, as forças aliadas concordaram em se retirar do Irã dentro de seis meses após a cessação das hostilidades. No entanto, quando esse prazo chegou no início de 1946, os soviéticos sob Josef Stalin permaneceram no Irã e os iranianos locais pró-soviéticos proclamaram um Estado separatista, a República Popular do Azerbaijão.
Muito rapidamente, no entanto, torna-se claro que a União Soviética está à procura de uma desculpa para ignorar seu compromisso. Três motivos ali estavam: a ausência, em sua fronteira sul, de um verniz similar ao que conseguiu impor na Europa Oriental; a vulnerabilidade das jazidas no Cáucaso, onde a URSS, então extrai a maioria de seu abastecimento de petróleo; o esforço secular para o acesso aos “mares quentes”: não se esquecer que a velha Rússia Imperial sempre cobiçou acesso ao portos marítimos que nunca estão presos no gelo.
No final de 1945, além da República Popular do Azerbaijão, a República de Mahabad também veio à existência. Logo, a aliança dos curdos e forças populares do Azerbaijão, apoiados em armas e treinamento por parte da União Soviética, engajaram em combates com as forças iranianas, resultando em um total de 2.000 vítimas. A negociação por parte premier iraniano Ahmad Qavam e a pressão diplomática sobre os soviéticos pelos Estados Unidos levaram à retirada soviética. A crise é vista como um dos conflitos do início da crescente Guerra Fria na época.

## Ver Também
- Invasão anglo-soviética do Irã
- Doutrina Truman
- Organização do Tratado Central
- Conflitos no Oriente Médio
  - Operação Ajax